# Zirándaro
Zirándaro est une des municipalités du Guerrero, dans le sud-ouest du Mexique.
Le siège municipal se trouve à Zirándaro de los Chávez (es).